# Ladislas Smid
Ladislas Smid (dit Siklo), né le 1er mai 1915 à Budapest (Autriche-Hongrie) et mort le 24 septembre 1990 à Corbie (Somme), est un footballeur international français d'origine hongroise. Il occupait le poste de milieu de terrain.

## Carrière

### En club
Arrivé en France avec l'équipe hongroise de l'Attila FC pour un match amical contre le RC Lens, le 7 octobre 1934, il ne repart pas avec ses coéquipiers. En effet, son équipe, qui pensait faire une bonne affaire financière avec cette tournée en France, fut au contraire déficitaire au moment de repartir. Les dirigeants demandèrent donc aux lensois si un des joueurs les intéressait : Ladislas Smid fut alors acheté pour 13 000 francs. Ce dernier ne demandant pas mieux puisqu'il devint par la même occasion deux fois mieux payé qu'un médecin dans son pays, chose impensable à cette époque. Il prit ensuite la nationalité française, en 1937, et adopta le surnom Siklo, plus prononçable dans son nouveau pays.
Avec le Racing Club de Lens, Siklo a disputé la bagatelle de 292 matchs en compétitions officielles (or championnat de Guerre). Il a scoré à 48 reprises pour les Artésiens, intégrant le top 20 des meilleurs buteurs de l'histoire lensoise. 

### Liste des matchs joués avec l'équipe de France
- 8 avril 1945 : Suisse - France (1-0)
- 26 mai 1945 : Angleterre - France  (2-2)
- 6 décembre 1945 : Autriche - France  (4-1)
- 15 décembre 1945 : Belgique - France (2-1)

### Palmarès
- Champion de France : 1944 avec Lens-Artois
- Champion de France de D2 : 1937 et 1949 avec le RC Lens
- Finaliste de la Coupe de France : 1948
- 4 sélections avec la France en 1945